# Horabagridae
Horabagridae – rodzina słodkowodnych ryb sumokształtnych (Siluriformes), wyodrębniona z rodziny bagrowatych (Bagridae) na podstawie różnic morfologicznych i badań molekularnych.

## Zasięg występowania
Indie i Azja Południowo-Wschodnia.

## Klasyfikacja
Klasyfikacja rodzajowa tej grupy ryb wymaga dalszych analiz. Prawdopodobnie należą do niej 4 rodzaje:
- Horabagrus
- Pachypterus
- Platytropius
- Pseudeutropius

Rodzajem typowym jest Horabagrus.